# Калиновка (Єрмекеєвський район)
Кали́новка (рос. Калиновка, башк. Калиновка) — присілок у складі Єрмекеєвського району Башкортостану, Росія. Входить до складу Суккуловської сільської ради.
Населення — 67 осіб (2010; 56 в 2002).
Національний склад:
- чуваші — 100 %